# 778

778(칠백칠십팔)은 777보다 크고 779보다 작은 자연수다.

## 수학
- 합성수로, 그 약수는 1, 2, 389, 778이다. 진약수의 합은 392이므로, 778은 부족수다.
  - 234번째 반소수다. 앞의 반소수는 771, 다음 수는 779다.
- {\displaystyle 778=145+176+210+247}
  - 연속하는 네 오각수의 합으로 나타낼 수 있는 수다. 이 성질을 지닌 앞의 수는 648, 다음 수는 920이다.
- {\displaystyle 778=7^{2}+27^{2}}
  - 서로 다른 두 자연수의 제곱합으로 나타낼 수 있는 수다.

## 과학
- NGC 778: 삼각형자리 방향에 있는 렌즈형은하.
- 778 테오발다(영어판): 소행성.

## 교통

### 항공
- S7 항공 778편 착륙 사고(일본어판, 영어판) (2006년)

### 도로
- 현도 제778호선

## 군사
- 778 해군 항공대(영어판): 과거 존재한 영국의 해군 항공대.
- U-778(영어판): 제2차 세계 대전에 사용된 나치 독일의 군용 잠수함.

## 문화유산
- 대한민국의 보물 제778호: 청동은입사포류수금문향완

## 기타
- 연도: 778년, 기원전 778년
- 778 파크 애비뉴(영어판): 미국 뉴욕주 맨해튼에 있는 주거용 건물.